# Infinite Interactive
 Infinite Interactive est un studio de développement de jeux vidéo basé à Victoria en Australie et fondé en 2003 par Steve Fawkner. Après une longue période de coopération avec Strategic Studies Group ayant notamment aboutie au développement de la série Warlords, Steve quitte la société en 2003 pour créer son propre studio indépendant, Infinite Interactive. En 2011, la compagnie est rachetée par le studio de développement Firemint mais Steve annonce fin 2012 que Infinite Interactive est redevenu indépendant.

## Jeux développés
- Warlords IV: Heroes of Etheria
- Warlords Battlecry III
- Puzzle Quest: Challenge of the Warlords
- Neopets Puzzle Adventure
- Puzzle Quest: Galactrix
- Puzzle Kingdoms
- Puzzle Chronicles
- Puzzle Quest 2